# 威尔第剧院 (佛罗伦萨)

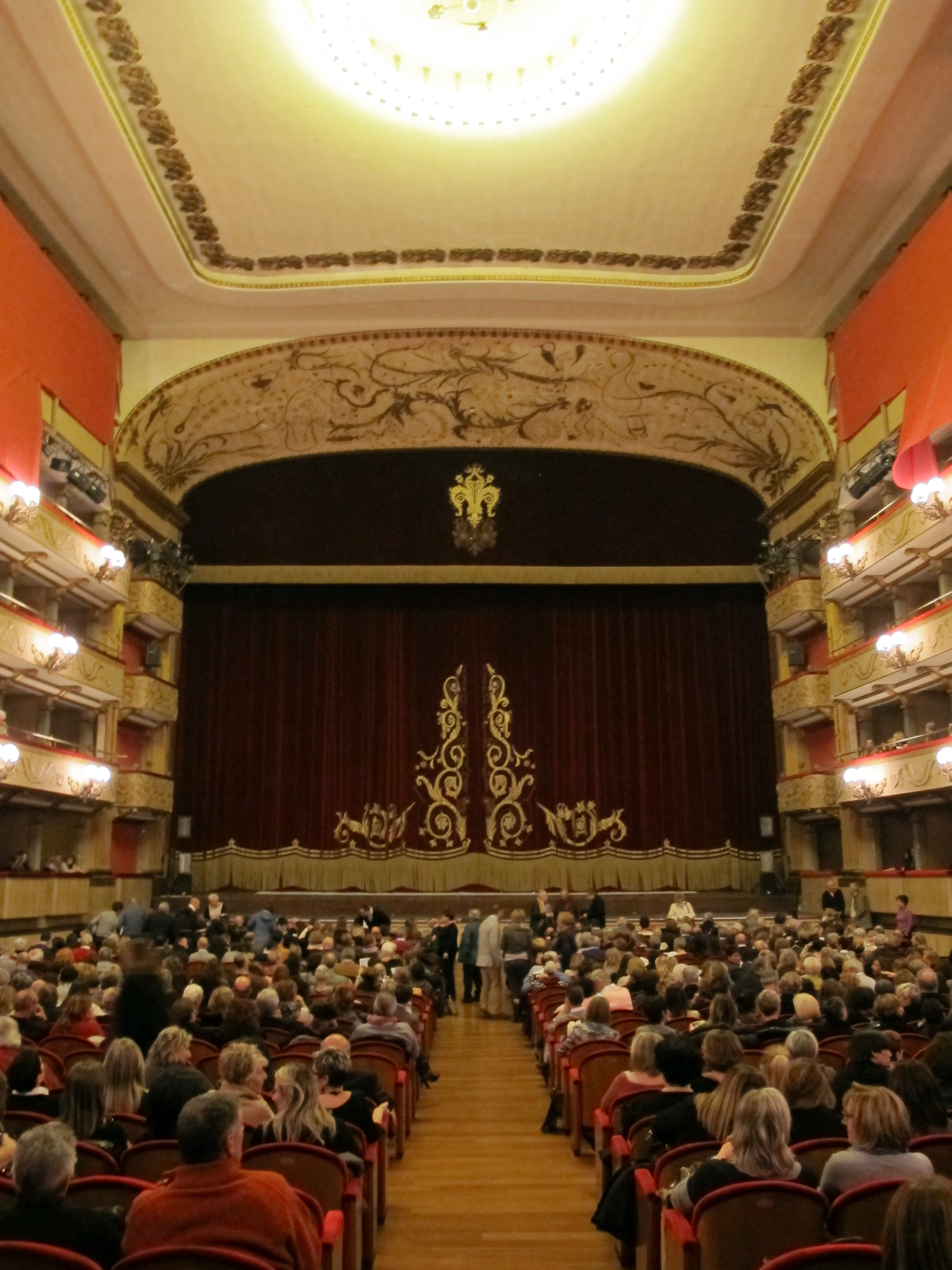

威尔第剧院（Teatro Verdi）是意大利佛罗伦萨一个剧院。它成立于1854年，坐落在威尔第街（Via Giuseppe Verdi）。威尔第剧院最初称为Teatro Pagliano, 在1901年改为现名，以纪念朱塞佩·威尔第。该剧院位于所在地曾是14世纪的监狱。
该剧场可容纳806名观众，其中包括保留的6个轮椅位置。舞台深14米，宽18米，坡度5％。乐池实测为16米乘4米。台口宽12米，高17米，深2米，舞台比地面提高1.5米。